# Carlos Manuel da Silva Cunha
Carlos Manuel da Silva Cunha, noto semplicemente come Carlitos (Barcelos, 6 marzo 1977), è un ex calciatore portoghese, di ruolo ala.

## Palmarès

### Club

#### Competizioni nazionali
- Segunda Liga: 1

Gil Vicente: 2010-2011